# Азев, Михаил Ефимович
Михаи́л Ефи́мович А́зев (22 ноября [5 декабря] 1906 — 27 февраля 1943) — участник Великой Отечественной войны, командир взвода 2-го гвардейского кавалерийского полка 2-й гвардейской кавалерийской дивизии 1-го гвардейского кавалерийского корпуса 6-й армии Юго-Западного фронта, Герой Советского Союза (1943), гвардии лейтенант.

## Биография
Родился 22 ноября (5 декабря — по новому стилю) 1906 года в деревне Азевой Киргинской волости Ирбитского уезда в семье крестьянина. Рано став сиротой, с восьми лет трудился по найму у односельчан, работал учеником сапожника в Ирбите.
В 1925 году вступил в комсомол. В 1927 году Ирбитским городским комитетом комсомола направлен на курсы красных командиров в Саратове. В 1930 году окончил Тверское кавалерийское училище. Служил командиром кавалерийского взвода. В 1935 году уволен в запас. В 1940—1941 годах работал военруком в Волковском сельскохозяйственном техникуме.
В начале Великой Отечественной войны ушёл на фронт.
В составе 9-й кавалерийской дивизии 2-го кавалерийского корпуса участвовал в оборонительных боях 9-й армии Южного фронта на территории Молдавии, на реке Днепр, Киевской оборонительной операции (в составе 21-й армии Юго-Западного фронта). В ноябре 1941 года 2-й кавалерийский корпус был переброшен на Западный фронт и в боях под Каширой (Московская область) отбил удар основных сил 2-й танковой армии гитлеровцев на Москву, за что был преобразован в 1-й гвардейский, а 9-я кавалерийская дивизия стала именоваться 2-й гвардейской. Затем войска корпуса вели наступление в ходе Калужской и Белёвско-Козельской операций, в январе-июне 1942 года совершили рейд по тылам противника, позже вели бои на жиздринском направлении.
В феврале 1943 года 1-й гвардейский кавалерийский корпус был передислоцирован на Юго-Западный фронт для усиления 6-й армии, которая вела наступление на павлоградском направлении. 19 февраля наступление было остановлено и гитлеровцами был нанесён мощный контрудар из района Краснограда (Харьковская область). В результате войска 6-й армии, расчленённые на части, вынуждены были отходить.
27 февраля 1943 года взвод 2-го гвардейского кавалерийского полка под командованием гвардии лейтенанта Азева попал в окружение в районе села Краснопавловка (ныне посёлок городского типа Лозовского района Харьковской области, Украина). Командир взвода выстроил круговую оборону и, умело маневрируя огневыми средствами, вёл пятичасовой бой с танками и пехотой противника. Взвод уничтожил два танка, бронемашину и до двух взводов живой силы врага. При этом Азев лично уничтожил 16 вражеских солдат. Будучи ранен, продолжал командовать подразделением. От повторного ранения скончался.
Указом Президиума Верховного Совета СССР от 26 октября 1943 года за мужество, отвагу и героизм, проявленные в борьбе с немецко-фашистскими захватчиками, гвардии лейтенанту Азеву Михаилу Ефимовичу посмертно присвоено звание Героя Советского Союза.

## Награды
- Медаль «Золотая Звезда» Героя Советского Союза
- Орден Ленина

## Память
- Именем Азева М. Е. названа улица в городе Ирбите Свердловской области.
- Бюст Азева М. Е. установлен на бульваре Победы в городе Ирбите Свердловской области.
- На доме в городе Ирбите Свердловской области, в котором жил герой, установлена мемориальная доска (ул. Азева, д. 43).
- На здании Гунинской начальной школы и Ирбитского сельскохозяйственного техникума установлены мемориальные доски.
- Рядом со школой № 1 пгт Краснопавловка (Лозовский район) Харьковской области установлен бюст Героя.